# Médico Asesino
Médico Asesino, pseudonimo di Cesáreo Anselmo Manríquez González (Chihuahua, 27 agosto 1920 – Torreón, 16 giugno 1960), è stato un wrestler e attore messicano, uno dei primi luchador a recitare in film e serie televisive.

## Carriera nel wrestling
Nel 1955 Médico Asesino conquistò l'Occidente Tag Team Championship e l'Occidente Heavyweight Championship. L'anno successivo, vinse il Mexican National Heavyweight Championship, che dettene fino alla morte.
Nel 1956 si spostò a Dallas, Texas, per lottare nella Southwest Sports come El Medico, conquistando l'NWA Texas Heavyweight Championship per quattro volte. Detenne anche l'NWA Texas Tag Team Championship in tre occasioni come anche due volte la versione texana dell'NWA Brass Knuckles Championship e l'NWA World Tag Team Championship.

## Vita privata
Médico Asesino è il padre del lottatore Médico Asesino Jr.

## Malattia e morte
Nel 1958 gli fu diagnosticato un tumore. Morì il 16 giugno 1960.

## Titoli e riconoscimenti
- Empresa Mexicana de Lucha Libre
  - Mexican National Heavyweight Championship (1)[1]
  - Occidente Heavyweight Championship (1)[1]
  - Occidente Tag Team Championship (1)
- Southwest Sports
  - NWA Texas Heavyweight Championship (4)[5][6]
  - NWA Brass Knuckles Championship (Texas version) (2)[7][8]
  - NWA Texas Tag Team Championship (3) – con Pepper Gomez (2), e The Amazing Zuma (1)[2][9][10]
  - NWA World Tag Team Championship (Texas version) (1) – con Pepper Gomez[11][12]
- Wrestling Observer Newsletter
  - Wrestling Observer Newsletter Hall of Fame (classe del 2020)[13]

## Filmografia
| Anno | Titolo                    | Ruolo                   | Note   |
| ---- | ------------------------- | ----------------------- | ------ |
| 1952 | El luchador fenómeno      | Luchador                | [ 14 ] |
| 1953 | La bestia magnífica       |                         | [ 14 ] |
| 1953 | Huracán Ramírez           | Luchador                | [ 14 ] |
| 1954 | El enmascarado de plata   | El Enmascarado de Plata |        |
| 1971 | Los Campeones Justicieros | Se stesso               |        |